# Brian Goldner
Brian David Goldner (21 de abril de 1963 – 12 de octubre de 2021) fue un director ejecutivo y productor de cine estadounidense. Fue el director ejecutivo de la compañía estadounidense de juguetes y medios Hasbro desde 2008 hasta su muerte.

## Inicios
Goldner nació el 21 de abril de 1963 en Huntington, Nueva York, hijo de Marjorie (Meyer), una asesora de inversiones, y Norman Goldner, que trabajaba en una empresa de gestión de energía, Eaton. Asistió a Huntington High School y Dartmouth College en Hanover, New Hampshire, donde se especializó en política. Allí practicó la oratoria y también fue DJ de radio.

## Carrera profesional
Goldner comenzó su carrera como asistente de marketing en una empresa de atención médica en Long Island en 1985. En 1997, Goldner estuvo a cargo de la división de contadores de entretenimiento de 'JWT. Trabajó en la unidad Tiger Electronics de Hasbro en 2000, después de que la empresa perdió 5000 puestos de trabajo. En 2003, la empresa se recuperó en el mercado de valores y en 2008 Goldner se convirtió en director de operaciones de Hasbro. 
Se desempeñó como productor ejecutivo en la exitosa adaptación cinematográfica de Transformers de 2007, a la que se le atribuyó la ampliación de Hasbro a una compañía multimedia basada en personajes. Continuó este papel en las películas de 2009 Transformers: la venganza de los caídos y GI Joe: The Rise of Cobra. Goldner comparó el traslado de estos personajes al cine durante su mandato con la forma en que se habían expandido de meros anuncios a series de televisión en la década de 1980. En 2012, el paquete salarial de Goldner se estimó en alrededor de $ 9,68 millones.
En 2008, el año de su promoción, Goldner fue nombrado CEO del año por MarketWatch.com.

## Vida personal
Se casó con Bárbara, una trabajadora social. La pareja tuvo una hija y un hijo llamado Brandon, que falleció en 2015. En 2017, un parque infantil en Providence, Rhode Island, pasó a llamarse "Brandon Beach".
En agosto de 2020, Goldner reveló que tenía Cáncer de próstata y que había estado recibiendo tratamiento para esta afección desde 2014. Tomó licencia inmediata como director ejecutivo de Hasbro por razones médicas el 10 de octubre de 2021 y murió dos días después, en su casa en Barrington, Rhode Island, a la edad de 58 años.

## Filmografía
Productor ejecutivo
- Transformers (2007)
- Transformers: Revenge of the Fallen (2009)
- Transformers: Dark of the Moon (2011)
- Taylor Swift: Journey to Fearless (2011)
- Clue (TV, 2011-2012)
- Transformers: Age of Extinction (2014)
- Ouija (2014)
- Transformers: The Last Knight (2017)
- Hanazuki: Full of Treasures (2017)
- Bumblebee (2018)
- Power Rangers Beast Morphers (TV, 2019)
- My Little Pony: A New Generation (2021)
- Transformers: Rise of the Beasts (2023)

Productor
- G.I. Joe: The Rise of Cobra (2009)
- Battleship (2012)
- G.I. Joe: Retaliation (2013)
- Jem and the Holograms (2015)
- Ouija: Origin of Evil (2016)
- My Little Pony: The Movie (2017)
- Snake Eyes: G.I. Joe Origins (2021)
- Dungeons & Dragons: Honor Among Thieves (2023)